# 흰목벌잡이새

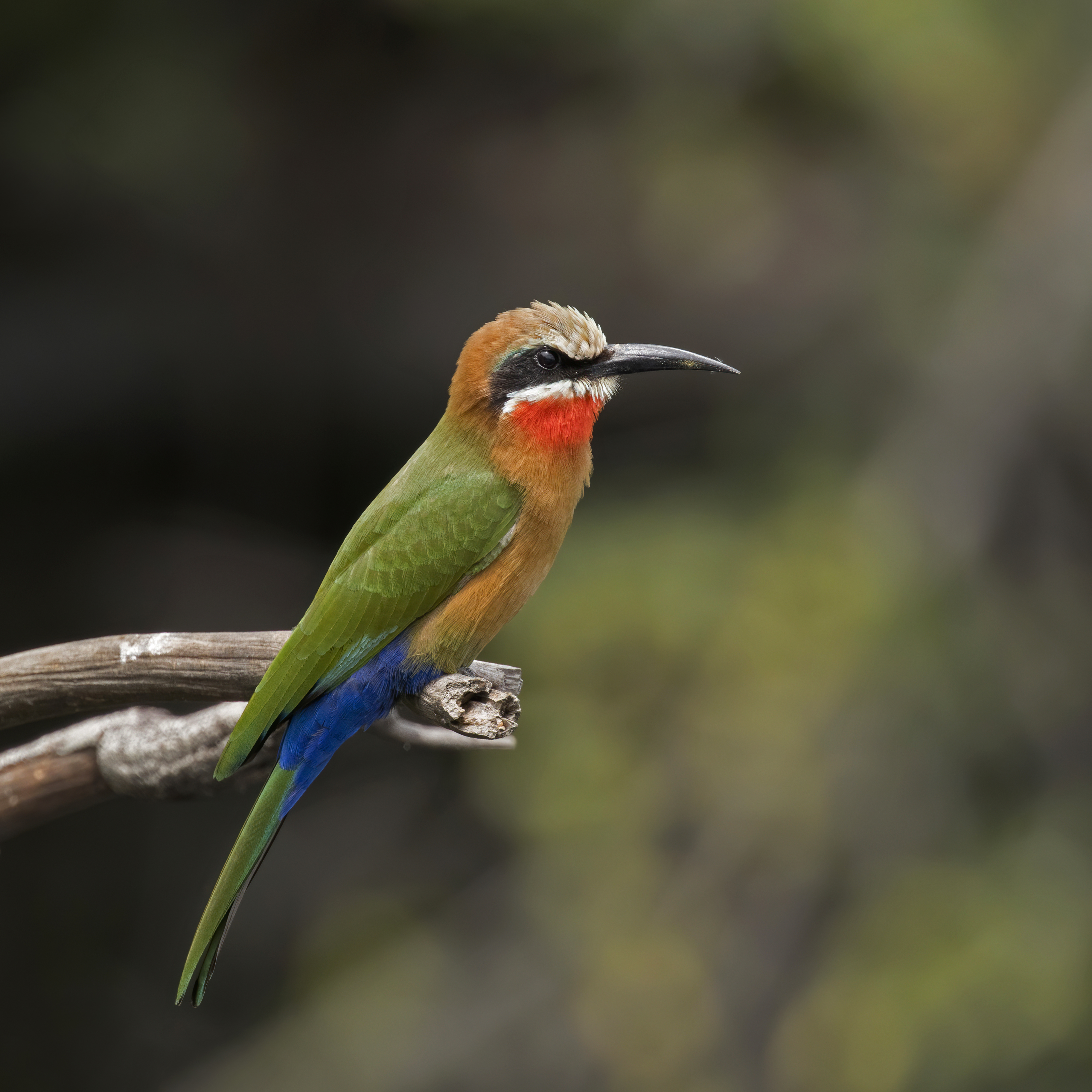

흰목벌잡이새(white-fronted bee-eater,Merops bullockoides)은 적도 이하 아프리카에 널리 분포하는 새의 종이다.
이들은 독특한 하얀 이마, 사각형 꼬리 및 목구멍에 밝은 빨간색 패치가 있다. 그들은 작은 서식지에 둥우리를 틀고 절벽이나 흙둑에 구멍을 파고 살고있다. 이들은 보통 이들이 먹이감 곤충을 사냥하기 위해 기다리는 낮은 나무들에서 볼 수 있다. 이들은 빠른 호킹 비행을하거나 잠깐 멈춰서 먹이를 잡기 위해 활공할 수 있다.

## 같이 보기
- 해밀턴 법칙
- 씨족 사회